# Au fil d'Ariane
Au fil d'Ariane és una pel·lícula dramàtica francesa dirigida per Robert Guédiguian, estrenada el 2014.

## Argument
El dia del seu aniversari, l'Ariane està sola: el seu marit i els seus fills no vénen. A causa d'aquesta situació, agafa el seu cotxe i condueix per la ciutat. A la base d'un pont elevador, un jove en scooter, el passatger abandonat, l'emissari a l'Estadi Olímpic, un petit restaurant vora el mar. Com en una història, coneixerà personatges de gran projecció.

## Repartiment
- Ariane Ascaride : Ariane
- Jacques Boudet : Jack
- Jean-Pierre Darroussin : el taxista
- Anaïs Demoustier : Martine / l'humorista
- Youssouf Djaoro : Marcial / el venedor de records
- Adrien Jolivet : Raphaël
- Gérard Meylan: Denis
- Lola Naymark: Lola
- Judith Magre: la tortuga (veu)

## Taquilla
Les dades següents provenen de l'Observatori Audiovisual Europeu. Taquilla mundial : 193.087 entrades.
| País     | Distribuïdor              | Taquilla         | Data de sortida |
| Suïssa   | Agora Films               | 4.771 entrades   | 18/06/2014      |
| Alemanya | Schwarz-Weiss Filmverleih | 31.658 entrades  | 25/12/2014      |
| França   | Diaphana Distribution     | 131.929 entrades | 18/06/2014      |
| Espanya  | Golem Distribucion        | 22.279 entrades  | 23/06/2015      |
| Grècia   | Feelgood Entertainment    | 2.450 entrades   | 17/07/2014      |

## Sobre la pel·lícula
Robert Guédiguian va escollir com a destinació turística el restaurant "La Caravelle" situat al port de Pontèu a Lo Martegue. Es va transformar en cineasta en un cafè anomenat "L'olympique".
Aquesta mateixa ubicació ja havia estat utilitzada l'any 1995 pel director de la seva pel·lícula À la vie, à la mort !

## Crítiques
Ronnie Scheib de Variety va dir això: "Si bé 'Au fil d'Ariane' evoca el realisme poètic del cinema populista francès dels anys 30 de Feydeau, Prevert, Vigo i els primers Renoir, ho fa menys en termes d'estil visual orgànic i més en termes de la seva expressió d'un ethos compartit". Jerome Cabanel, escrivint per The Hollywood Reporter, va considerar "Tot i que no s'ofereixen massa recompenses al final del laberint [], hi ha alguna cosa plaent en sumergir-se en l'ambient càlid i els personatges emotius, amb el repartiment de confiança del director lliurant-se a una sèrie de converses tranquil·les i baralles lúdiques  []."